# Султанат Касири
Султанат Касири или Султанат Катири (араб. السلطنة الكثيرية‎; англ. Kathiri Sultanate) — бывший султанат в регионе Хадрамаут на юге Аравийского полуострова. Сегодня это часть Йемена и провинция (регион) Дофар в Омане.

## История
Султанат Касири был основан в 1379 году.
Остров Сокотра находился под властью султанов аль-Касири из Эш-Шихра (город на территории Хадрамаута) в середине XV века. В конце XV века будущий лоцман Васко да Гамы, «морской лев» из Рас эль-Хаймы Ахмад ибн Маджид, пишет в своей «Книге польз об основах и правилах морской науки»: «Сокотра, десятый по значимости остров, населен христианами — потомками греков. Население острова — 20 тыс. человек. Островом владеют шейхи Махры из династии Бану Афрар. На острове есть влиятельная женщина, которая вершит суд среди местных христиан».
В 1482 году Тахириды отвоевали у Касири Сокотру.
В 1488 году, племя Касири, во главе с Бадром Абу Тувайраком, вторгаются в Хадрамаут из горного Йемена и захватывают сначала Тарим и затем Сайвун. В составе войск Касири воевало много наемников, главным образом горцев из областей, расположенных к северо-востоку от Адена. Спустя приблизительно сто лет после завоевания, потомки наемников узурпировали западный Хадрамаут и создали самостоятельный султанат со столицей в городе аль-Катн (англ. Qutn).
В 1803 г. Касири образовали третью династию султанов, основными противниками которой выступили яфииты, занявшие важный город аль-Катн. После завоевания династия Касири правила почти всем регионом Хадрамаут.
В начале XIX века на территорию Хадрамаута вторглись ваххабиты. Хотя власть ваххабитов долго не продержалась, экономике Хадрамаута был нанесен существенный урон. Население покидало Хадрамаут в поисках лучшей жизни в других странах. Многие эмигрировали в Хайдарабад (Индия). Здесь была сформирована армия арабов для борьбы с ваххабитами. Здесь йеменский солдат по имени Умар Куайти (англ. Umar bin Awadh al Qu’aiti) сумел скопить благосостояние. Влияние Умара позволило ему в конце XIX века создать династию Куайти.
Власть династии Касири в Хадрамауте была урезана их соперниками Куайти в XIX веке. Касири в конце концов были ограничены в небольшой далекой от выхода к Аденскому заливу территорией в Хадрамауте со столицей в Сайвун. Куайти — сыновья Умара бин Авада аль-Куайти, вначале отобрали город Шибам у своих противников, правителей Султаната Касири в 1858 году. Позднее Куайти завоевали Эш-Шихр в 1866 году и Эль-Мукаллу в 1881 году, почти полностью отобрав у династии Касири контроль большей части побережья Хадрамаута в Аденском заливе.

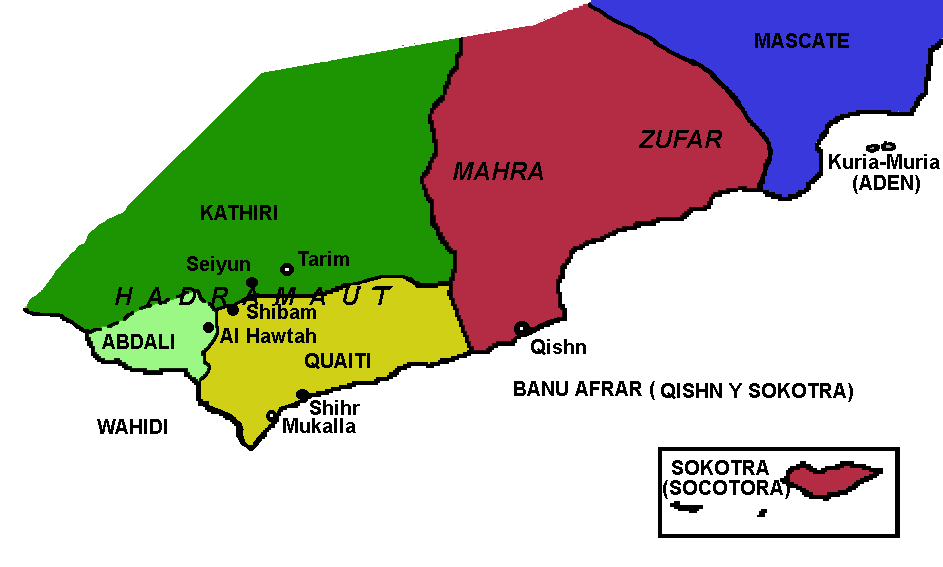
Султанаты Западного Аденского Протектората.

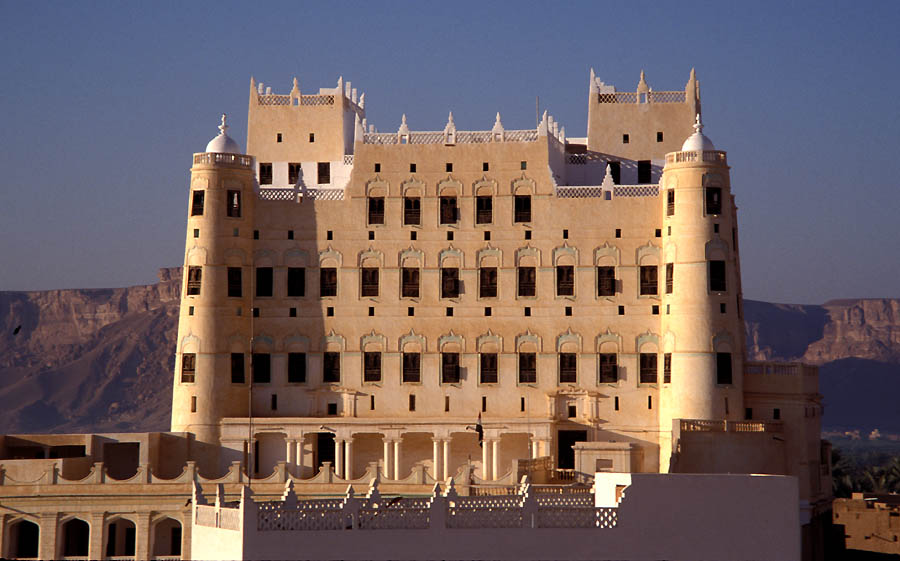
Дворец султана Al Kathiri, построенный в 1920-х, служит в качестве наиболее заметного ориентира Сейюна, главного города в Вади Хадрамаут, Йемен. Фотография датирована сентябрём 1999 года

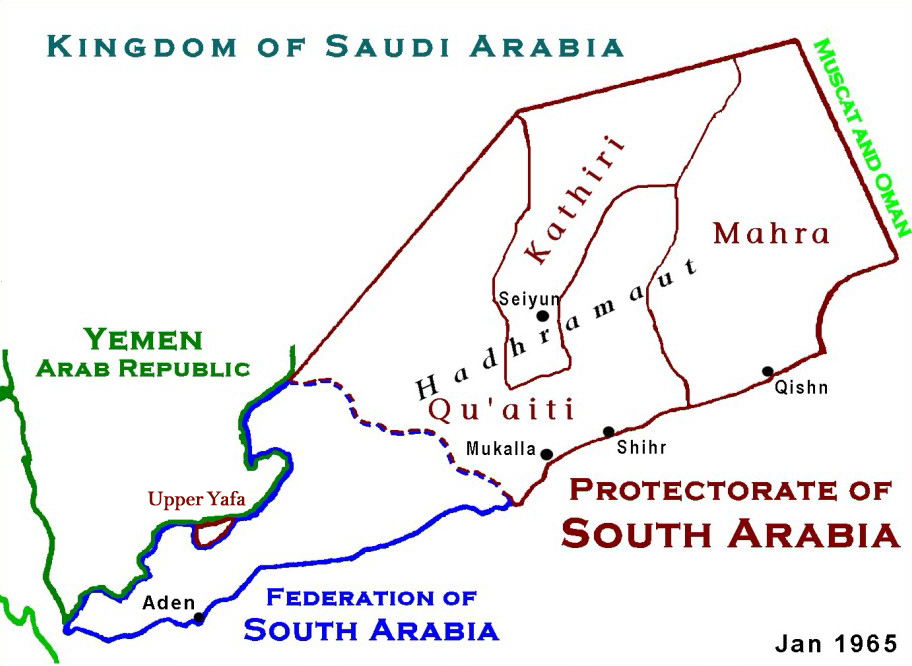
Карта Протектората Южной Аравии.

Султанат Куайти вступил в договорные отношения с Великобританией в конце XIX века по вопросу вступления в Протекторат Адена. Скупив все ценные земли, исключая области вокруг Сейюна и Тарима, Умар Куайти подписал в 1888 году соглашение с британцами. Так в 1888 году Великобритании удалось установить протекторат над территорией Куайти — крупнейшей из территорий региона Хадрамаут. В 1902 году Умар Куайти создал объединённый Султанат Куайти, который стал частью Аденского Протектората. Куайти становятся единым султанатом который становится частью протектората Аден Великобритании.
В результате в Xадрамауте сформировалось несколько мелких государств феодально-патриархального типа, главными из них были Куайти и Катири.
В 1918 году Великобритания установила протекторат над Султанатом Касири.
В феврале 1937 года между султанатами Куайти и Катири был подписан так называемый «мир Инграмса», который принес относительный мир в регион. Этот документ появился благодаря усилиям двух персон: сеида Абу Бакр аль-Каф (англ. Abu Bakr al-Kaf) и Гарольда Инграмса, английского советника в Харамауте. Сеид Абу Бакр (англ. Abu Bakr) использовал своё личное богатство, чтобы финансировать этот мир.
В конце 1930-х годов, после заключения «мира Инграмса», Хадрамаут вошёл в состав Восточного Протектората Великобритании, в Протекторат Адена.
Султанат Касири отклонил вступление в Федерацию Южной Аравии (под началом Адена), но остался под протекторатом Великобритании вступив в Протекторат Южной Аравии.
Аль-Хусейн ибн Али — султан Султаната Касири c 1949 года был свергнут в октябре 1967 года и в ноябре султанат становится частью нового независимого государства Южный Йемен. В 1990 году Южный Йемен и Северный Йемен путём объединения образуют государство Республика Йемен, но около 65 % территории, включая регион Хадрамаут, не контролируются правительством и управляются местными шейхам.

## Султаны

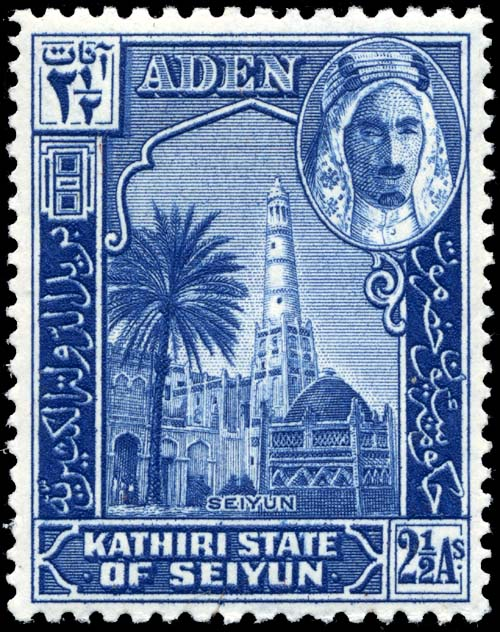
Почтовая марка 1942 года с изображением султана и столицы Касиридского султаната.

- Бадр ас-Сахаб ибн ал-Хабрали Абу Тувейрик (1395—1430)
- Мухаммад ибн Али (с приблизительно 1430 года — приблизительно 1450 год)
- Джафар ибн Абдаллах (разночтения, приблизительно 1493 год)
- Бадра III Бу Тувейрик (1516—1568).
- Хусейн ибн Мухсин (разночтения, первая половина XIX века). Он путешествовал за границей и жил в Индонезии.

Касиридский султанат под Британским протекторатом (1848—1967)
- Галиб ибн Мухсин (1848—1893)
- Мансур ибн Галиб (1894—1929)
- Али ибн аль-Мансур (1929—1938)
- Джафар ибн аль-Мансур (1938—1949)
- аль-Хусейн ибн Али (1949—1967)

Портреты султанов можно найти на марках соответствующих годов.

## Знаменитые личности — выходцы из Касиридского султаната
Первым премьер-министром в истории государства Восточный Тимор Мари Алькатири из третьего поколения потомков эмигрантов-касиридов — результат части значительной миграции из Хадрамаута в Юго-Восточную Азию в XIX и XX веках. Это отражено в его имени «Алькатири».